# Rio Casimcea
O Rio Casimcea é um rio da Romênia, afluente do Mar Negro, localizado no distrito de Tulcea,

Constanţa.